# Metteline
Metteline er et pigenavn sammensat af navnene Mette og Line. På dansk forekommer det yderst sjældent, idet kun 14 personer er registreret med navnet i 2005 ifølge Danmarks Statistik.